# Liu Wang Liming
Liu Wang Liming (xinès simplificat: 刘王立明, pinyin: Liú Wáng Lìmíng; Taihu, 1897 - Shanghai, 1970) fou una escriptora, suffragette, activista social i feminista xinesa.

## Biografia
Liu Wang Liming, de nom de naixement Wang Liming, va néixer l'1 de gener de 1897 a Taihu, província d'Anhui a la Xina durant el regnat de l'emperador Guangxu de la dinastia Qing. El seu seu pare, Wang Langzhong, era un metge de renom local, però va morir quan Wang només tenia nou anys, reduint la família a la pobresa. La seva mare va decidir enviar a la seva filla a una escola gratuïta per a noies, anomenada Chengmei nüxue que els missioners nord-americans de l'Església de l'Evangeli havien obert a Taihu, on Liu Wang va convertir-se al cristianisme. El 1912 va entrar a estudiar a l'Acadèmia Ruli a Jiujiang, província de Jiangxi.
El 1916 va rebre una beca per estudiar als Estats Units i va entrar al Departament de Biologia de la Northwestern University de Chicago. Durant la seva estada a la universitat va canviar el seu pel de Frances Willard Wang per honrar a l'activista americana Frances Willard (1839 - 1898) que fou a presidenta de WCTU (Woman's Christian Temperance Union) i la primera degana de dones de la NU. Wang va participar de forma molt activa en diverses activitats i organitzacions de la Universitat, com la YWCA i el Club d'Estudiants Xinesos.
L'1 de setembre de 1922, Wang es va casar Liu Zhan'en, un cristià xinès que estava estudiant un màster en educació a la Universitat de Chicago. El 1920, Wang va tornar a la Xina, on va rebutjar moltes ofertes de treball lucratives per continuar treballant amb la WCTU. Liu Zhan'en es va quedar per completar un doctorat a la Universitat de Colúmbia on va tenir de professor al filòsof i pedagog John Dewey i després va tornar a la Xina per treballar amb el YMCA. Liu i Wang es van casar l'1 de setembre de 1922. Liu va ser assassinat l'any 1938. Van tenir tres fills, tots ells batejats amb noms de benefactors americans locals, Franklin Willard Liu, Gordon Bretthauer Liu i Martha Jenni Liu.

#### Activitat a la WCTU
El 1920, Wang va tornar a la Xina, on va rebutjar moltes ofertes de treball lucratives per continuar treballant amb la Woman's Christian Temperance Union (WCTU). Va organitzar una divisió estudiantil de la nova WCTU i durant dos anys va viatjar per tota la Xina per convèncer tant a dones com a homes a abraçar la temprança. De les més de 100.000 persones a què es va dirigir, deu mil van signar compromisos de temprança i va augmentar el nombre d'estudiants de dos mil a cinc mil. Quan la WCTU va formar una nova estructura nacional el 1922 per unir els seus diferents capítols locals, Wang va ser escollida responsable de la branca juvenil, i la metgessa de formació nord-americana Shi Meiyu va presidir l'organització.
El 1925, Shi Meiyu va dimitir, per causa d'un canvi filosòfic i generacional de l'organització i Wang va ser escollida per dirigir la WCTU amb una visió més àmplia. En lloc de centrar-se només en la lluita contra els "vicis" de l'alcohol, l'opi, el tabac i els jocs d'atzar, el grup va adoptar com a eslògan "promoure la benedicció de la família" i va fer que qüestions com la pobresa i l'analfabetisme formen part de la seva nova missió. A finals de la dècada de 1920, la WCTU s'havia expandit a més de deu mil membres, convertint-la en l'organització de dones cristianes més gran de la Xina durant el període republicà, i la segona en influència només per darrere de l'Associació Cristiana de Dones Joves. També va se nomenada vicepresidenta de la Regió de l'Extrem Orient de l'Associació Mundial de la WCTU.

#### Activisme social i feminista
Va lluitar tan pels drets socials en general, com pels drets de les dones en particular. Primera defensora del moviment de control de la natalitat i una de les fundadores de l'Associació de Dones de la Xina, i del Comitè de Protecció dels Drets Humans de la Xina. Wang també va ser una líder important en el moviment general de sufragi femení a la Xina. L'any 1922, es va unir i va presidir l'Associació de Dones pel Sufragi.
Va fundar la primera casa d'assentament per a captaires de la Xina, el primer habitatge cooperatiu per a dones; i va treballar per obrir el primer centre de salut pública sobre control de la natalitat a Xangai.

#### Activitat política
Durant la segona guerra sino-japonesa, ella i el seu marit Liu Zhanen es van dedicar a activitats antijaponeses i van iniciar la creació de l'Associació de Dones Xineses amb Li Dequan, Shi Liang i Liu Qingyang.
Durant la guerra civil xinesa va enfrontar-se amb el Guomindang i va donar suport a Dong Biwu, el que anys més tard seria president en funcions (1968 - 1975) de la República Popular de la Xina.
Després de la fundació de la República, va ser elegida com a representant de la primera sessió plenària del Comitè Central del Partit Comunista Xinès i membre del Comitè Central de la Lliga Democràtica de la Xina.
Durant la Revolució Cultural, el 1967 va ser classificada com a "dretana" i acusada de col·laborar amb la CIA. Empresonada durant tres anys i vuit mesos, va morir en un camp de presoners de Shanghai el 15 d'abril de 1970.
No va ser rehabilitada fins a l'any 1981 després de la Tercera Sessió Plenària de l'11è Comitè Central del Partit Comunista.